# Фраснахт
Фраснахт (нем. Frasnacht) — населённый пункт и бывшая коммуна в Швейцарии, в кантоне Тургау.
Входит в состав округа Арбон. Находится в составе коммуны Арбон.
Ранее имел статус коммуны, вошёл в состав коммуны Арбон в 1998 году.
Население составляет 1372 человека (на 1990 год). Официальный код — 4402.